# Live! (video de Bob Marley and The Wailers)
Pour les articles homonymes, voir Live!.
Live! (ou Live at the Rainbow) est la vidéo du concert Live at The Rainbow de Bob Marley and the Wailers. Ce concert a été enregistré et filmé au Rainbow Theatre de Londres le 4 juin 1977 parmi les 4 concerts donnés les 1, 2, 3 et 4 juin 1977. 
Il y a une souvent confusion (due aux erreurs des éditeurs) entre les deux concerts donnés au Lyceum de Londres les 17 et 18 juillet 1975 (publiés sous le titre Live! fin 1975) et les quatre dates données au Rainbow Theater de Londres les 1er, 2, 3 et 4 juin 1977, dont la date du 4 juin a été filmée et publiée en VHS sous le titre Live at the Rainbow. 
Les éditeurs eux-mêmes sont à l'origine de cette confusion, en appelant la VHS Live! at the Rainbow et en utilisant, pour ce concert filmé du 4 juin 1977, un titre similaire et les photos faites au lyceum les 17 et 18 juillet 1975. 

## Histoire
Sorti pour la première fois en VHS en 1997, certains titres de ce concert du 4 juin ont été édités en format audio sur la version Deluxe de l'album Exodus publiée en 2001. La version Deluxe comprenait sur le CD2 : The Heathen, Crazy Baldhead/Running Away, War/No More Trouble, Jamming et Exodus.
Édité ensuite en DVD en 2012, il faudra attendre la sortie en vinyle et en mp3 le 25 septembre 2020 pour avoir le concert complet avec Burnin' and Lootin' (oublié lors des précédentes éditions).
En 2020 est publié dans son intégralité en format audio le concert du samedi 4 juin 1977. L'enregistrement contient 13 titres : 
1. Trenchtown Rock : 4:22
2. Rebel Music (3 O'Clock Roadblock) : 5:06
3. Burnin' And Lootin'  : 5:04
4. Them Belly Full (But We Hungry) : 3:33
5. The Heathen : 7:16
6. I Shot The Sheriff : 5:21
7. War / No More Trouble : 8:11
8. Crazy Baldhead / Running Away : 9:24
9. No Woman, No Cry : 6:59
10. Lively Up Yourself : 8:41
11. Jamming : 6:11
12. Get Up, Stand Up : 4:49
13. Exodus : 7:44

En 2022 sont publiés dans leur intégralité les enregistrements audio des trois autres dates des 1er, 2, 3 juin 1977.
Concert du 1er juin
1. Natural Mystic : 5:09
2. So Much Things To Say : 6:14
3. Guiltiness : 7:26
4. The Heathen : 8:05
5. I Shot The Sheriff : 5:31
6. War / No More Trouble : 9:55
7. Positive Vibration : 5:32
8. No Woman, No Cry : 6:05
9. Lively Up Yourself : 14:08
10. Jamming : 7:55
11. Get Up, Stand Up : 8:15
12. Exodus : 16:18

Concert du 2 juin
1. Rebel Music : 05:46
2. Burnin' And Lootin'  : 05:11
3. Them Belly Full (But We Hungry) : 03:29
4. The Heathen : 04:57
5. I Shot The Sheriff : 04:45
6. Crazy Baldhead - Running Away : 06:04
7. War - No More Trouble : 07:43
8. No Woman, No Cry : 07:53
9. Lively Up Yourself : 09:40
10. Jamming : 07:05
11. Get Up, Stand Up : 07:26
12. Exodus : 12:55

Concert du 3 juin
1. Trenchtown Rock : 05:48
2. Rebel Music (3 O'Clock Roadblock) : 05:05
3. Burnin' And Lootin'  : 06:15
4. Them Belly Full (But We Hungry) : 04:14
5. The Heathen : 05:20
6. I Shot The Sheriff : 04:50
7. War - No More Trouble : 09:13
8. Crazy Baldhead - Running Away : 07:09
9. No Woman, No Cry : 07:40
10. Lively Up Yourself : 09:03
11. Jamming : 06:24
12. Get Up, Stand Up : 07:30
13. Exodus : 11:35

## Formats

### VHS(1997)
| 1  | Trenchtown Rock                    |
| 2  | Them Belly Full (But We Hungry)    |
| 3  | I Shot The Sheriff                 |
| 4  | Rebel Music (3 O'Clock Road Block) |
| 5  | Lively Up Yourself                 |
| 6  | Crazy Baldhead                     |
| 7  | War                                |
| 8  | No More Trouble                    |
| 9  | The Heathen                        |
| 10 | No Woman No Cry                    |
| 11 | Jamming                            |
| 12 | Get Up Stand Up                    |
| 13 | Exodus                             |

### DVD(2012)
| 1  | Trenchtown Rock                                       |
| 2  | Them Belly Full (But We Hungry)                       |
| 3  | I Shot The Sheriff                                    |
| 4  | Rebel Music (3 O'clock Roadblock)                     |
| 5  | Lively Up Yourself                                    |
| 6  | Crazy Baldhead                                        |
| 7  | War / No More Trouble                                 |
| 8  | The Heathen                                           |
| 9  | No Woman, No Cry                                      |
| 10 | Jamming                                               |
| 11 | Get Up, Stand Up                                      |
| 12 | Exodus                                                |
| 13 | Exclusive Interviews And A Tour Of Nine Mile, Jamaica |

### CD(ExodusDeluxe- CD2 - 2001)
| 2-1 | Heathen (Live)                     | 6:48  |
| 2-2 | Crazy Baldhead/Running Away (Live) | 9:21  |
| 2-3 | War/No More Trouble (Live)         | 7:44  |
| 2-4 | Jamming (Live)                     | 7:07  |
| 2-5 | Exodus (Live)                      | 11:46 |

### Vinyl (2020)
| A1 | Trenchtown Rock                   | 4:22 |
| A2 | Rebel Music (3 O'Clock Roadblock) | 5:06 |
| A3 | Burnin' And Lootin'               | 5:04 |
| A4 | Them Belly Full (But We Hungry)   | 3:33 |
| B1 | The Heathen                       | 7:16 |
| B2 | I Shot The Sheriff                | 5:21 |
| B3 | War / No More Trouble             | 8:11 |
| C1 | Crazy Baldhead / Running Away     | 9:24 |
| C2 | No Woman, No Cry                  | 6:59 |
| C3 | Lively Up Yourself                | 8:41 |
| D1 | Jamming                           | 6:11 |
| D2 | Get Up, Stand Up                  | 4:49 |
| D3 | Exodus                            | 7:44 |